# Quarta circumscripció dels Pirineus Orientals
La quarta circumscripció dels Pirineus Orientals és una de les 4 circumscripcions electorals per a l'Assemblea Nacional Francesa que componen el departament dels Pirineus Orientals (66) situat a la regió d'Occitània.

## Composició
El quart districte dels Pirineus Orientals és limitada per les fronteres electorals de la llei núm 86-1197 de 24 de novembre de 1986, que inclou:
- cantó d'Argelers,
- cantó d'Arles,
- cantó de Ceret,
- cantó de la Costa Vermella,
- cantó d'Elna,
- cantó de Prats de Molló i la Presta,
- cantó de Tuïr.

## Diputats elegits
| Període                                  | Identitat          | Partit |
| ---------------------------------------- | ------------------ | ------ |
| 1988-1993                                | Henri Sicre        | PS     |
| 1993-1997                                | Henri Sicre        | PS     |
| 1997-2002                                | Henri Sicre        | PS     |
| 2002-2007                                | Henri Sicre        | PS     |
| 2007-2012                                | Jacqueline Irles   | UMP    |
| 2012-2017                                | Pierre Aylagas     | PS     |
| 2017-                                    | Sébastien Cazenove | LREM   |
| les dades anteriors no són pas conegudes |                    |        |
|                                          |                    |        |